# Nationalmusée um Fëschmaart

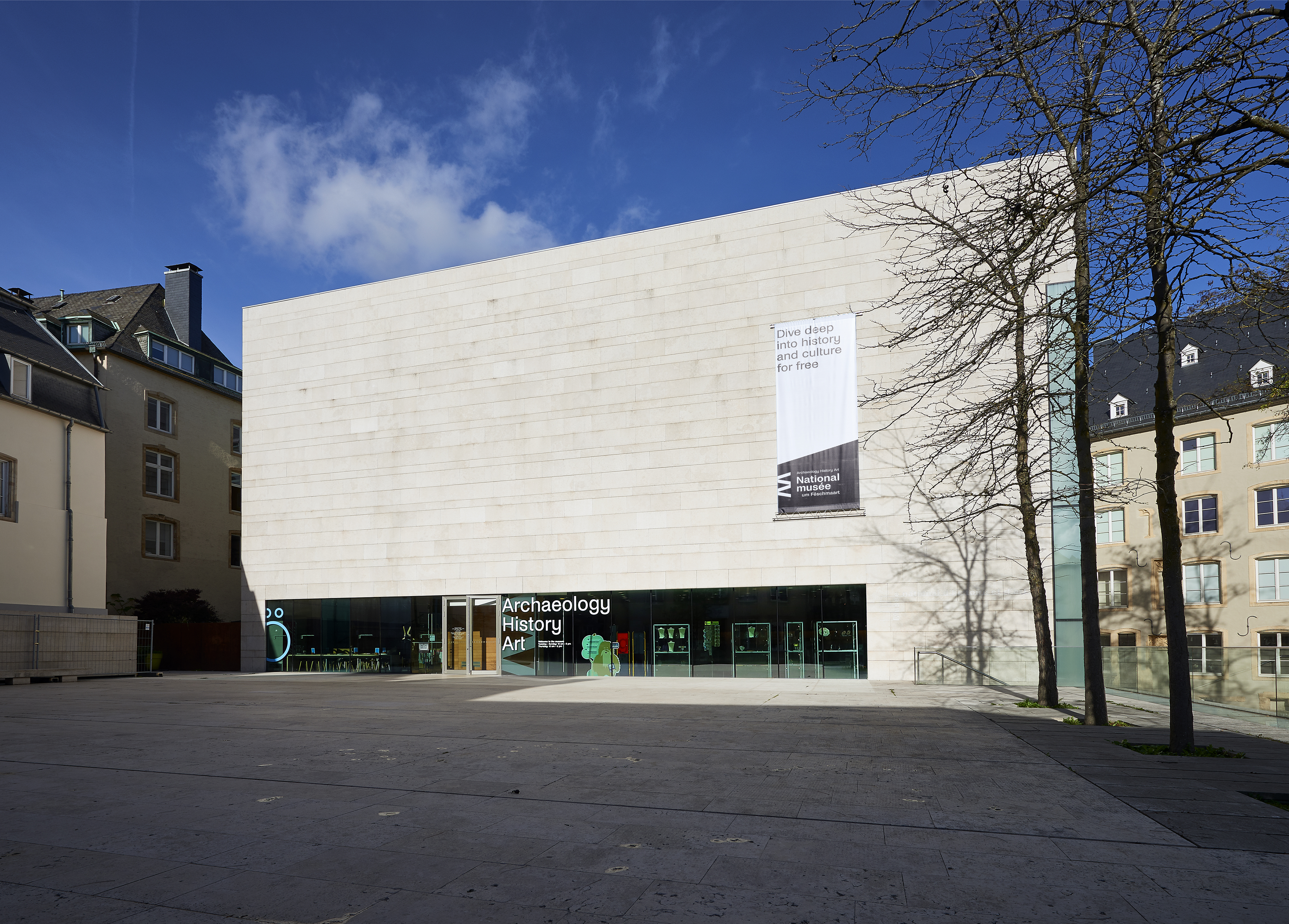

Le Nationalmusée um Fëschmaart (Musée national d'archéologie, d'histoire et d'art, en luxembourgeois : Nationalmusée fir Archeologie, Geschicht a Konscht, en allemand : Nationalmuseum für Archäologie, Geschichte und Kunst et abrégé MNAHA), est un musée situé à Luxembourg-Ville, dans le sud du Luxembourg. Il est dédié à la présentation d'œuvres d'art et d'objets de toutes les époques de l'histoire du Luxembourg. Le musée est situé au Marché-aux-Poissons, le cœur historique de la ville, dans la Ville Haute.

## Histoire

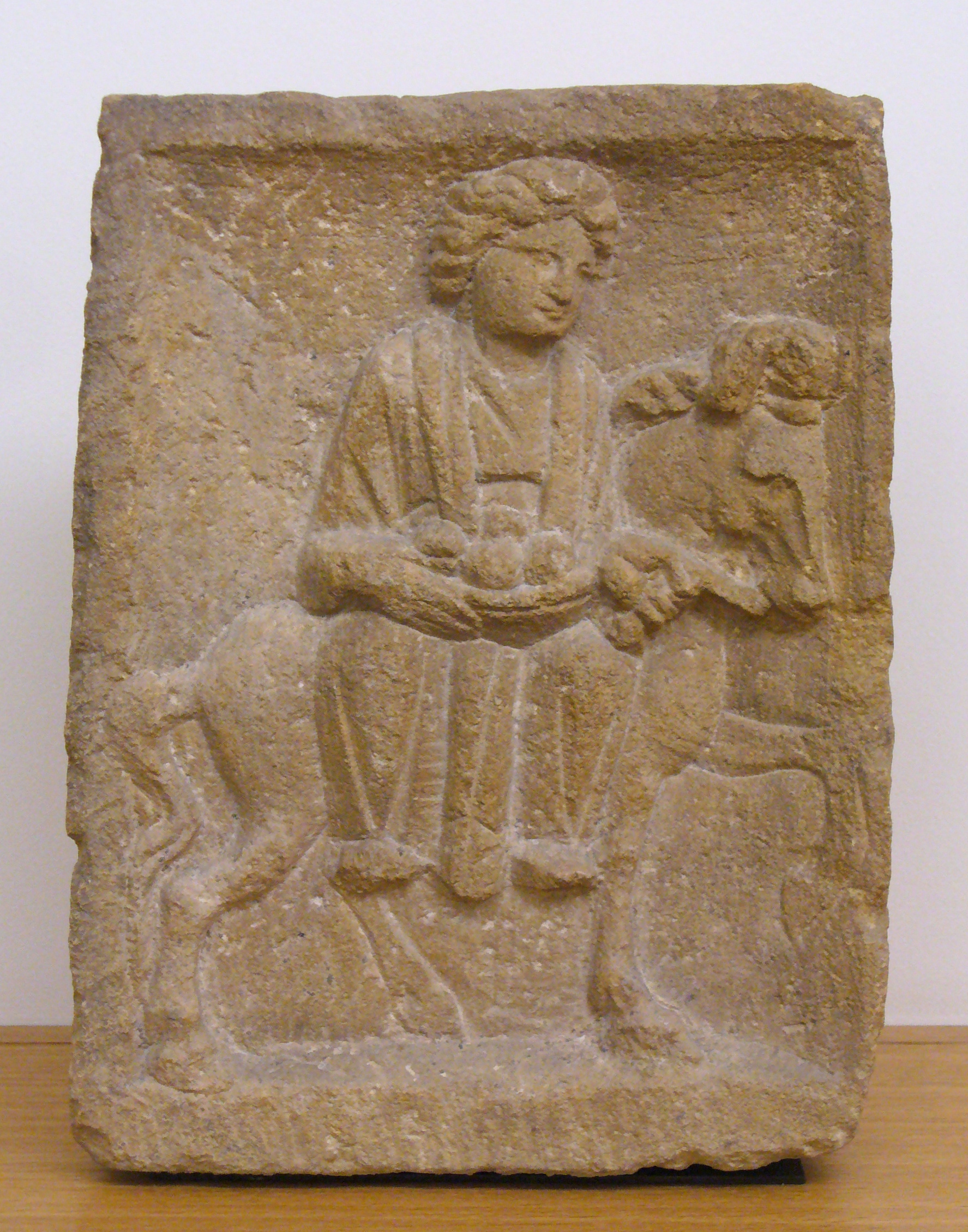
Une sculpture romaine de Dalheim, présente au musée.

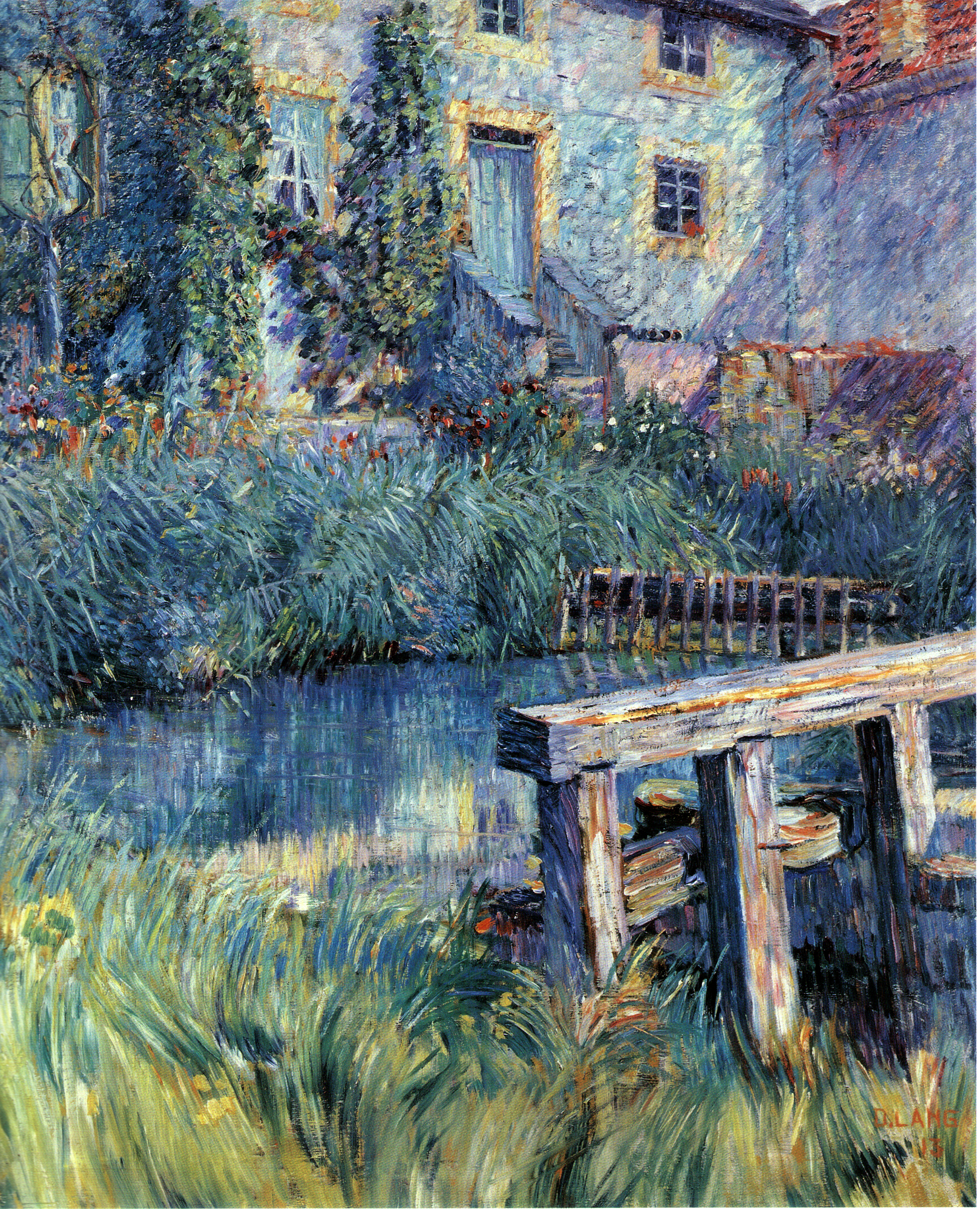
Le barrage, 1913, de Dominique Lang, est conservé dans la collection des musées.

La première proposition d'un tel musée est faite pendant l'occupation française des guerres révolutionnaires, lorsque le Luxembourg a été annexé au département des Forêts. Cependant, le musée n'est jamais ouvert, malgré l'expropriation d'un certain nombre d'objets de l'église.
Avec l'affirmation de l'indépendance du Luxembourg en vertu du traité de Londres de 1839, les Luxembourgeois de souche s'intéressent davantage à la promotion de l'histoire de leur pays. En 1845, des historiens et des archéologues forment la "Société pour la recherche et la conservation des monuments historiques dans le Grand-Duché de Luxembourg'', régulièrement connue sous le nom de "Société archéologique''. La société prend la responsabilité de maintenir une collection d'antiquités historiques de l'Athenæum de la ville de Luxembourg.
En 1868, la Société reçoit l'aide de l'Institut Grand-ducal, dont la conservation des collections archéologiques est une des responsabilités.
Le musée a été agrandi avec un nouveau bâtiment conçu par Christian Bauer et Associés, ouvert en 2002.

## Direction du musée
- 1939–1964: Joseph Meyers
- 1964–1969: Marcel Heuertz
- 1969–1990: Gérard Thill
- 1990–2005: Paul Reiles
- 2006-2024: Michel Polfer[4]
- à partir de janvier 2025: Tania Brugnoni[5]